# Simbario
Simbario est une commune italienne de la province de Vibo Valentia, dans la région de Calabre.

## Géographie
Simbario occupe une large vallée ravinée au centre de l'Apennin calabrais. La ville se trouve à une altitude d’environ 780 mètres, à une distance plus ou moins égale entre la mer Tyrrhénienne et la mer Ionienne. Les ravins adjacents le centre de la ville proviennent en partie du torrent (ou fiumara plus spécifiquement) Ancinale. La végétation abondante qui enveloppe Simbario est caractérisée par ses châtaigniers, charmes, cerisiers, chênes, hêtres et sapins.

## Fêtes et foires
- Lors de la deuxième semaine d'août, Simbario célèbre le festival patronal de San Rocco (sagra de li vuti di Santu Roccu en dialecte simbariani) ;
- le troisième dimanche de juillet est fêtée la Sainte Vierge ;
- le deuxième dimanche de septembre est fêtée la Notre-Dame des Douleurs.

## Administration
| Période                                  | Période | Identité | Étiquette | Qualité |
| ---------------------------------------- | ------- | -------- | --------- | ------- |
|                                          |         |          |           |         |
| Les données manquantes sont à compléter. |         |          |           |         |

### Communes limitrophes
Brognaturo, Cardinale, Pizzoni, Sorianello, Spadola, Torre di Ruggiero, Vallelonga, Vazzano